# ايخي سينار
ايخي سينار (بالإسبانية: Ekhi Senar) (26 أبريل 1990 في إسبانيا - ) هو لاعب كرة قدم إسباني في مركز الدفاع. لعب مع أوساسونا وريال يونيون ونادي هويسكا ونادي ليدا.

## روابط خارجية
- ايخي سينار على موقع قاعدة بيانات كرة القدم.إي يو (الإنجليزية)
- ايخي سينار على موقع Soccerway.com (الإنجليزية)